# Gudrun Brost
Gudrun Lisa Johanna Brost, född 6 april 1910 i Malmö, död 28 juni 1993 i Stockholm, var en svensk skådespelerska.

## Biografi
Gudrun Brost växte upp i Veinge, Halland, där hennes föräldrar hade gästgiveri. Hennes far invandrade som barn med sina föräldrar till Malmö ifrån Verden, Niedersachsen. Farföräldrarna arbetade i Malmös tobaksindustri. Hon utbildade sig till sjukgymnast och praktiserade detta yrke ett par år i Tyskland innan hon åter bosatte sig i Sverige. Väl tillbaka började teaterintresset att ta fart och hon började medverka i lokalrevyer i Laholm och Halmstad. Därefter kom hon via Oscar Winge till Hippodromteatern i Malmö. Parallellt med detta började hon även göra en del mindre filmroller. 
Under andra världskrigets början kom hon till Stockholm och blev där engagerad först vid Vasateatern och sedan vid Södra Teatern, där hon fick sitt genombrott som revyskådespelare. En hektisk tid i Stockholm följde (under Karl Gerhards engagemang) innan Ingmar Bergman tog henne till Malmö Stadsteater 1954, där hon blev kvar till 1976. Därefter återvände hon till Stockholm och Stockholms Stadsteater, där hon gjorde sin sista roll 1982 i August Strindbergs Fadren.
Hon var en tid gift med författaren Sven Forssell och var mor till skådespelaren Johannes Brost, som hon var ensamstående mor till efter skilsmässan med Forssell.
Gudrun Brost ligger begravd på Veinge kyrkogård.

## Filmografi
- 1936 – Janssons frestelse
- 1936 – Stackars miljonärer
- 1936 – Samvetsömma Adolf
- 1937 – Familjen Andersson
- 1940 – Hans Nåds testamente
- 1940 – Karl för sin hatt
- 1940 – Juninatten
- 1940 – Stål
- 1941 – Magistrarna på sommarlov
- 1941 – Tänk, om jag gifter mig med prästen
- 1941 – I paradis ...
- 1941 – Det sägs på stan
- 1941 – Fröken Kyrkråtta
- 1942 – Himlaspelet
- 1942 – Gula kliniken
- 1943 – Anna Lans
- 1944 – ...och alla dessa kvinnor
- 1945 – Mans kvinna
- 1945 – Kungliga patrasket
- 1947 – Lata Lena och blåögda Per
- 1949 – Sven Tusan
- 1950 – Flicka och hyacinter
- 1951 – Sköna Helena
- 1952 – Adolf i toppform
- 1952 – När syrenerna blomma
- 1953 – Gycklarnas afton
- 1954 – Ung man söker sällskap
- 1955 – Luffaren och Rasmus
- 1957 – Prästen i Uddarbo
- 1957 – Det sjunde inseglet
- 1960 – Jungfrukällan
- 1962 – Chans
- 1966 – Ormen
- 1966 – Här har du ditt liv
- 1968 – ...som havets nakna vind
- 1968 – Vargtimmen
- 1970 – De många sängarna
- 1973 – Ebon Lundin
- 1974 – Gangsterfilmen
- 1977 – Tabu
- 1983 – Moderna människor
- 1984 – Äntligen!

### TV-produktioner
- 1963 – Trämålning (TV-serie)
- 1968 – Bombi Bitt och jag (TV-serie)
- 1972 – Snapphanepojken (TV-serie)
- 1973 – Mannen som blev ensam (TV-serie)
- 1973 – Kvartetten som sprängdes (TV-serie)
- 1976 – N.P. Möller, fastighetsskötare (TV-serie)
- 1986 – Kulla-Gulla (TV-serie)

## Teater

### Roller (ej komplett)
| År   | Roll             | Produktion                                                           | Regi                 | Teater                           |
| ---- | ---------------- | -------------------------------------------------------------------- | -------------------- | -------------------------------- |
| 1936 | Florence         | Han som ville bli bedragen Fernand Crommelynck                       | Per Lindberg         | Vasateatern                      |
| 1937 | Melodiflicka     | Melodien som kom bort Kjeld Abell                                    | Per Lindberg         | Vasateatern                      |
| 1937 |                  | Axel i sjunde himlen Paul Morgan, Hans Schütz och Ralph Benatzky     | Max Hansen           | Vasateatern                      |
| 1939 | Medverkande      | Honnör för 39, revy Kar de Mumma                                     | Victor Bernau        | Södra Teatern                    |
| 1943 | Lena             | Herr Blink går över alla gränser Lars-Levi Laestadius                | Per Lindberg         | Vasateatern                      |
| 1945 | Medverkande      | Taggens varuhusrevy Georg Eliasson och Gösta Rybrant                 | Per-Axel Branner     | Nya Teatern                      |
| 1947 | Medverkande      | Trivsel-Sverige, revy Karl Gerhard                                   | Gösta Terserus       | Oscarsteatern                    |
| 1948 | Elisabeth Tosset | Fettpärlan Gösta Sjöberg                                             | Harry Roeck-Hansen   | Blancheteatern                   |
| 1952 | Medverkande      | Kyss mej Katie Karl Gerhard                                          | Per Gerhard          | Chinateatern                     |
| 1952 | Célestine        | Den eviga kärleken Armand Salacrou                                   | Per Gerhard          | Vasateatern                      |
| 1952 | Madeleine Lonant | Pappa, mamma, barn André Roussin                                     | Per Gerhard          | Vasateatern                      |
| 1952 |                  | I kväll i Samarkand Jacques Deval                                    | Per Gerhard          | Vasateatern                      |
| 1954 | Gina Ekdahl      | Vildanden Henrik Ibsen                                               | Lars-Levi Laestadius | Malmö stadsteater                |
| 1955 | Jordemodern      | Lea och Rakel Vilhelm Moberg                                         | Ingmar Bergman       | Malmö stadsteater                |
| 1956 |                  | Ornifle Jean Anouilh                                                 | Yngve Nordwall       | Malmö stadsteater                |
| 1956 |                  | Fruar på vift Georges Feydeau                                        | Yngve Nordwall       | Malmö stadsteater                |
| 1957 | Käringen         | Peer Gynt Henrik Ibsen                                               | Ingmar Bergman       | Malmö stadsteater                |
| 1957 |                  | Eurydike Jean Anouilh                                                | Lars-Levi Laestadius | Malmö stadsteater                |
| 1958 |                  | Månfåglarna Marcel Aymé                                              | Yngve Nordwall       | Malmö stadsteater                |
| 1958 | Martha           | Ur-Faust Johann Wolfgang von Goethe                                  | Ingmar Bergman       | Malmö stadsteater                |
| 1964 |                  | Bernardas hus (La casa de Bernarda Alba) Federico García Lorca       | Eva Sköld            | Malmö stadsteater                |
| 1965 |                  | Karmelitersystrarna (Les Dialogues des Carmélites) Georges Bernanos  | Andris Blekte        | Malmö stadsteater                |
| 1967 |                  | Å, vilken härlig fred! Hans Alfredson och Tage Danielsson            | Jan Lewin            | Malmö stadsteater                |
| 1968 |                  | Kvinnorna från Shanghai eller Ett fall av hjärntvätt Tore Zetterholm | Per Siwe             | Malmö stadsteater                |
| 1968 |                  | Mutter Courage och hennes barn Bertolt Brecht                        | Jan Lewin            | Malmö stadsteater                |
| 1969 | Mor Courage      | Mor Courage och hennes barn Bertolt Brecht                           | Torsten Sjöholm      | Norrköping-Linköping stadsteater |
| 1971 |                  | Vår i luften (Boeing Boeing) Marc Camoletti                          | Egon Larsson         | Malmö stadsteater                |
| 1973 |                  | Leva loppan Georges Feydeau                                          | Andris Blekte        | Malmö stadsteater                |

### Fotnoter
1. 1 2 3 4 5 6  Sveriges dödbok 1901–2009, DVD‐ROM, Version 5.00, Sveriges Släktforskarförbund (2010): Brost, Gudrun Lisa Johanna
2. ↑  blogg.slaktingar/skadespelaren-johannes-brosts-slakt/
3. 1 2  ”Gudrun Brost”. Svensk Filmdatabas. http://sfi.se/sv/svensk-filmdatabas/Item/?type=PERSON&itemid=60163&ref=%2ftemplates%2fSwedishFilmSearchResult.aspx%3fid%3d1225%26epslanguage%3dsv%26searchword%3dgudrun+brost%26type%3dPerson%26match%3dBegin%26page%3d1%26prom%3dFalse. Läst 9 augusti 2012.
4. ↑  Begravda i Sverige, CD‐ROM, Version 1.00, Sveriges Släktforskarförbund.: Brost, Gudrun Lisa Johanna
5. ↑  ”Han som ville bli bedragen”. Musikverket. http://calmview.musikverk.se/CalmView/Record.aspx?src=CalmView.Performance&id=PERF14199&pos=393. Läst 28 april 2016.
6. ↑  ”'Melodien' som kom tillbaka”. Dagens Nyheter:  s. 16. 28 februari 1937. http://arkivet.dn.se/arkivet/tidning/1937-02-28/57/16. Läst 27 augusti 2015.
7. ↑  ”Teater Musik Film: Vasans premiär”. Dagens Nyheter:  s. 9. 29 december 1937. http://arkivet.dn.se/arkivet/tidning/1937-12-29/353/9. Läst 1 maj 2016.
8. ↑  Esq. (2 januari 1939). ”Nyår i revyernas tecken: 'Honnör för 39' stor succé på Södran”. Svenska Dagbladet:  s. 11. https://www.svd.se/arkiv/1939-01-02/17. Läst 4 februari 2017.
9. ↑  ”Herr Blink går över alla gränser”. Musikverket. http://calmview.musikverk.se/CalmView/Record.aspx?src=CalmView.Performance&id=PERF14112&pos=431. Läst 3 maj 2016.
10. ↑  ”Taggens varuhus”. Musik- och Teaterbiblioteket. https://calmview.musikverk.se/CalmView/Record.aspx?src=CalmView.Performance&id=PERF14113&pos=972. Läst 15 mars 2025.
11. ↑  Sten af Geijerstam (8 september 1945). ”Den fjärde 'Taggen'”. Dagens Nyheter:  s. 10. https://arkivet.dn.se/tidning/1945-09-08/11161-243/10. Läst 15 mars 2025.
12. ↑  ”'Trivsel-Sverige' på Oscarsteatern”. Dagens Nyheter:  s. 32. 8 februari 1947. http://arkivet.dn.se/arkivet/tidning/1947-02-08/37/32. Läst 15 augusti 2015.
13. ↑  ”Fettpärlan”. Musikverket. http://calmview.musikverk.se/CalmView/Record.aspx?src=CalmView.Performance&id=PERF22239&pos=147. Läst 24 april 2016.
14. ↑  S. B-L (1 mars 1952). ”Karl Gerhard på China”. Dagens Nyheter:  s. 11. https://arkivet.dn.se/tidning/1952-03-01/60/22. Läst 27 december 2019.
15. ↑  ”Den eviga kärleken”. Musikverket. http://calmview.musikverk.se/CalmView/Record.aspx?src=CalmView.Performance&id=PERF14101&pos=460. Läst 5 maj 2016.
16. ↑  Petterson, Hjördis; Kretz Inga Maria (1983). Rosor & ruiner. Stockholm: Prisma. sid. 162. Libris 7407145. ISBN 91-518-1680-6
17. ↑  ”I kväll i Samarkand”. Musikverket. http://calmview.musikverk.se/CalmView/Record.aspx?src=CalmView.Performance&id=PERF14105&pos=462. Läst 5 maj 2016.
18. ↑  ”Lea och Rakel”. Stiftelsen Ingmar Bergman. http://ingmarbergman.se/verk/lea-och-rakel. Läst 17 oktober 2015.
19. ↑  ”Peer Gynt”. Ingmar Bergman Face to face. http://ingmarbergman.se/verk/peer-gynt. Läst 15 oktober 2015.
20. ↑  ”Ur-Faust”. Stiftelsen Ingmar Bergman. http://ingmarbergman.se/verk/ur-faust. Läst 19 oktober 2015.
21. ↑  ”Gudrun Brost hoppar in som Courage”. Dagens Nyheter:  s. 12. 27 januari 1969. https://arkivet.dn.se/tidning/1969-01-27/25/12. Läst 6 augusti 2018.